# Khu Havering của Luân Đôn
Khu Havering của Luân Đôn (tiếng Anh: London Borough of Havering) là một khu tự quản Luân Đôn nằm vùng Đông Bắc Luân Đôn, Anh và tạo thành một phần của vùng Ngoại Luân Đôn. Đô thị trung tâm là Romford và các cộng đồng dân cư lớn khác là Hornchurch, Upminster và Rainham. Khu tự quản hình thành từ một vùng ngoại ô phát triển với nhiều khu vực không gian xanh được bảo vệ. Romford là một khu bán lẻ đô thị lớn đồng thời là trung tâm giải trí về đêm. Phía nam Havering kéo dài đến khu vực tái phát triển Vùng ven bờ sông Luân Đôn của Thames Gateway. Chính quyền địa phương là Hội đồng Khu tự quản Luân Đôn Havering.

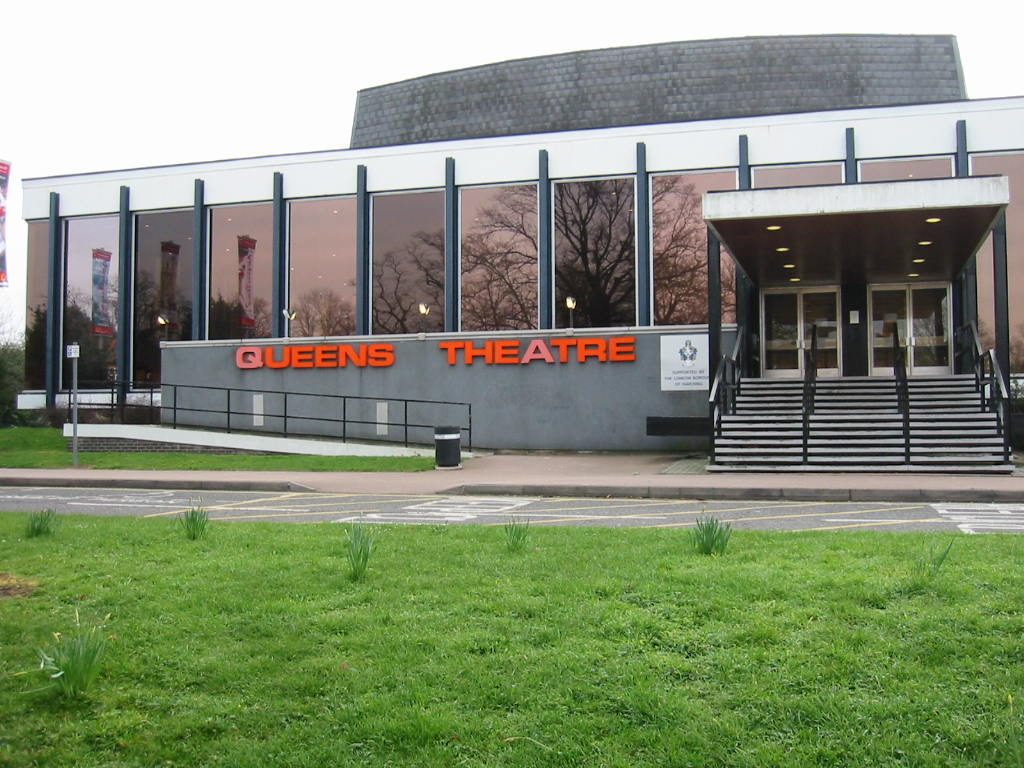
Nhà hát Nữ hoàng, Hornchurch

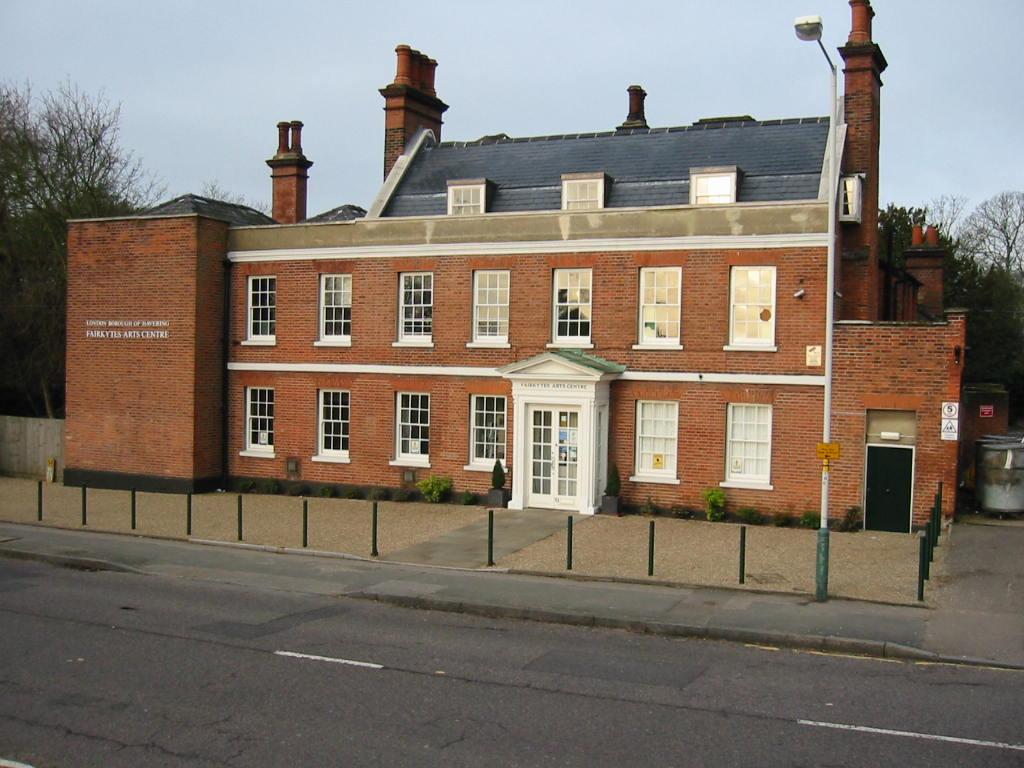
Trung tâm Nghệ thuật Fairkytes tại Hornchurch do Hội đồng Havering điều hành.